# Тулушка
Тулу́шка — село в Україні, у Попівській сільській громаді Конотопського району Сумської області. Населення становить 541 осіб. До 2020 орган місцевого самоврядування — Попівська сільська рада.

## Географія
Село Тулушка розташоване на залізничній гілці Конотоп-Бахмач, станція Халимонове. Примикає до села Калинівка (Чернігівська область).

## Історія
Село Тулушка було засноване орієнтовно у другій половині 20-х рр. ХХ ст..
До другої половини 20-х рр. ХХ ст. такого села не існувало. На навколишніх територіях були лише хутори, які виникли в різні періоди часу. Не пізніше сер. ХІХ ст. виникли хутори Глибокий, Острянський, Салогубів. Останній був заснований козацькою родиною Салогубів, що, швидше за все, були вихідцями з сусіднього с. Попівка.
Наступним з'явився х. Глушків. Його засновниками була козацька родина Глушків з х. Глибокого, яка, в свою чергу, була родом з с. Тиниця. Зокрема, в метричних книгах Тиницької Покровської церкви х. Глушків згадується вже за 1914 р.. Можливо його заснування було зумовлене Столипінською аграрною реформою.
Напевно, внаслідок реформи Столипіна могла початися історія й ще двох хуторів — Степу та Поповського. Імовірно, що до цих хуторів люди переселялися і в буремні часи Української революції 1917—1921 рр. і в добу НЕПу. Значну частину їх мешканців складали вихідці з с. Попівка (Прасоли, Забіяки, Горбики, Матвієнки, Гуденки тощо), але на цих хуторах були й переселенці з інших сіл, зокрема, Красного (Боярчуки, Космини), Тиниці тощо.
Стосовно походження назви Тулушки серед її мешканців поширені три основні версії:
1. назва села походить від слова «стулити». Логіка простежується у тому, що у 20-30-х рр. ХХ ст. в районі майбутнього села існував ряд хуторів, які у ході насильницьких процесів колективізації були ліквідовані, а їх мешканців було об'єднано й поселено у новому населеному пункті, яким й стала Тулушка. Тобто, цих людей було, так би мовити, стулено до купи. Якби не було інших фактів, то ця версія була б дійсно досить таки імовірною. Її недоліком є те, що переселення жителів хуторів не було одномоментним актом, а процесом суттєво розтягненим у часі. Наприклад, за словами Іпатової (Глушко) Ольги Василівни (1940-) х. Глушків остаточно припинив своє існування вже після ІІ світової війни, орієнтовно у 1948 р.. Тобто Тулушка й навколишні хутори протягом тривалого часу існували поряд;
2. назва села походить від слів «тулити», «притулити». Нібито село втулили на самій межі з Чернігівщиною. На сучасній адміністративній мапі України видно, що с. Тулушка фактично з трьох боків оточене територією, яка відноситься до Чернігівської області. Але ця версія є помилковою, адже Сумська область була утворена лише у 1939 р.. На момент виникнення Тулушки вона відносилася до Конотопської округи і географічно було хіба що на межі Батуринського й Конотопського районів згаданої округи;
3. село виникло на землях, які належали поміщику чи пану з прізвищем Тулушка. Земля у нього були чи викуплена, чи відібрана без компенсації і передана переселенцям з навколишніх сіл та хуторів. Ця версія робить акцент на походження назви села від прізвища. Вона найближча до реального стану справ.

На Чернігівщині, до якої історично відносилася й більша частина Конотопщини, є поширеним прізвище Тулуша. Згідно інформації, розміщеної на сайті генеалогічного товариства «Рідні», в Україні налічується 50 носіїв цього прізвища, з них 21 особа живе на Чернігівщині: 3 в Чернігові, 6 в Конотопі й 12 на території колишнього Бахмацького району, з яких 11 живе в с. Красне.
Дослідження генеалогічних джерел по с. Красне продемонструвало, що прізвище Тулуша згадується в них принаймні з поч. ХІХ ст.. Причому його носії належали до групи так званого «малоросійського козацтва», яка існувала в Чернігівській та Полтавській губерніях у ХІХ-на поч. ХХ ст. Ці козаки були особисто вільними людьми, кріпацтво на них не поширювалося. Варто відзначити, що приналежність до козацтва давала набагато більше можливостей для володіння землею. Козаки с. Красне, як, зрештою, і в інших селах, мали землю, як у самому селі, так і за його межами. На різних мапах Конотопської округи видно, що краснянські землі поширювалися південніше за лінію залізниці на частині шляху від Конотопа до Бахмача, тобто, примикали або навіть включали в себе частину території с. Тулушка. Уродженець с. Красне, Желєзний Іван Петрович (1946-), підтверджував, що красняни мали землю у вказаному районі, називали її «степом» і підкреслювали її родючість. Важливо й те, що в 4-5 км північніше Тулушки локалізувався х. Тулушин. Отже, представники козацького роду прізвище яких було Тулуша цілком могли володіти земельними ділянками саме на південь від Красного і навіть в районі майбутньої Тулушки. Ці землі вони могли контролювати ще з ХІХ ст. або отримати у ході Столипінської аграрної реформи (1906—1911 рр.), революційних подій 1917—1921 рр. чи, що менш ймовірно, у добу нової економічної політики (НЕП) (1921—1929 рр.).
Тобто, с. Тулушка виникло на землях, які належали комусь з козацького роду Тулушів із с. Красного або хтось з цього роду якимось іншим чином був пов'язаний з територією майбутньої Тулушки, можливо, був першим поселенцем. А назва села імовірно сформувалася за допомогою додавання до прізвища Тулуша зменшувально-пестливого суфіксу -к(о), -к(а): Тулушко, Тулушка
Це був період, коли радянська влада сприяла наділенню бідних селян землею за рахунок земель колишніх козаків та поміщиків. Саме тому об'єднання садиб переселенців з с. Попівка, з прилеглими до них землями, були осередками села Тулушки, що поступово розросталося завдяки поповненню переселенців. Першими жителями були Хаблак Прокіп, Горбик Федір, Полосьмак Василь Якович. Корінна жителька села, Горбик Олена Дмитрівна, свідчить, що в 1929 році по переселенню її батьків із села Попівки їм дали 16 га обіцяної землі. У родині було шестеро дітей.
У ході колективізації в 30-х рр. ХХ ст. більшовицька влада взяла курс на ліквідацію хуторів. За спогадами жительки Тулушки Космини (Глушко) Варвари Іванівни (1918—2003), яка народилася на х. Глушковому, у Тулушці в 30-ті рр. було створено колгосп та радгосп. Жителі вищезгаданих хуторів були змушені переселятися, можливо частина з них поверталася у свої рідні сусідні села, але переважно вони ставали мешканцями Тулушки.
Перед війною радянська влада у примусовому порядку організувала переселення жителів з так званого «Степу Забіякинського» на землі Тулушки. Цей «Степ» являв собою розкидані у степовій зоні неподалік один від одного хутори, які були утворені переселенцями з села Попівки в 1917 році (зараз це прилеглі до села Тулушка землі, що входять до ПСП «Райлізінг»). Із 1928 р. до 1940 р. радянська влада жителів «Степу Забіякинського» примусово переселяла на територію села Тулушки. Це був період, коли партія активно здійснювала курс на колективізацію сільського господарства, «заганяла» в колгоспи середняка.
Як свідчить Горбик Олена Дмитрівна, їм перед війною радянська влада залишила всього 15 сотих землі з 16 га. Із перселенців- «степовців» у 1940 році вийшли Гладун Петро, Забіяка Іван, Салогуб Микола, Салогуб Іван, Гуденко Михайло, Півень Данило, Галушка Федір, Костирко Микола, Міщенко Михайло, Забіяка Григорій, Крапива Пилип, Крапива Іван, Боярчук Іван, Прасол Дмитро, Москаленко Тарас, Матвієнко Андрій, Матвієнко Михайло — всього 28 сімей.
Відомості про першу школу в селі Тулушка ми пов'язуємоз часом, коли жителі так званого «Степу» в одному з хуторів, а саме, на хуторі «Урочище пасіки», з 1917 року організували початкову школу. Два брати: Забіяка Петро і Забіяка Андрій сприяли навчанню дітей, надавши їм для цього кімнати своїх власних будинків. Так поступово була організована в 1923 році «Забіякинська 4-х річна трудова школа». У період з 1921—1940 рр. навчалося близько 40-50 дітей щорічно.

## Політика

### Парламентські вибори, 2019
На позачергових парламентських виборах 2019 року у селі функціонувала окрема виборча дільниця № 590206, розташована у приміщенні навчально-виховного комплексу.
Результати
- зареєстровано 326 виборців, явка 67,79%, найбільше голосів віддано за «Слугу народу» — 47,71%, за Всеукраїнське об'єднання «Батьківщина» — 19,27%, за Радикальну партію Олега Ляшка — 6,88%[1]. В одномандатному окрузі найбільше голосів отримав Максим Гузенко (Слуга народу) — 51,85%, за Віктора Ладуху (Всеукраїнське об'єднання «Батьківщина») — 17,59%, за Ігоря Шкурата (самовисування) — 7,41%[2].